# Wakefield (Nebraska)
Wakefield je grad u američkoj saveznoj državi Nebraska. Prema popisu stanovništva iz 2010. u njemu je živjelo 1,451 stanovnika.